# Mutisia
Mutisia är ett släkte av korgblommiga växter. Mutisia ingår i familjen korgblommiga växter.

## Bildgalleri

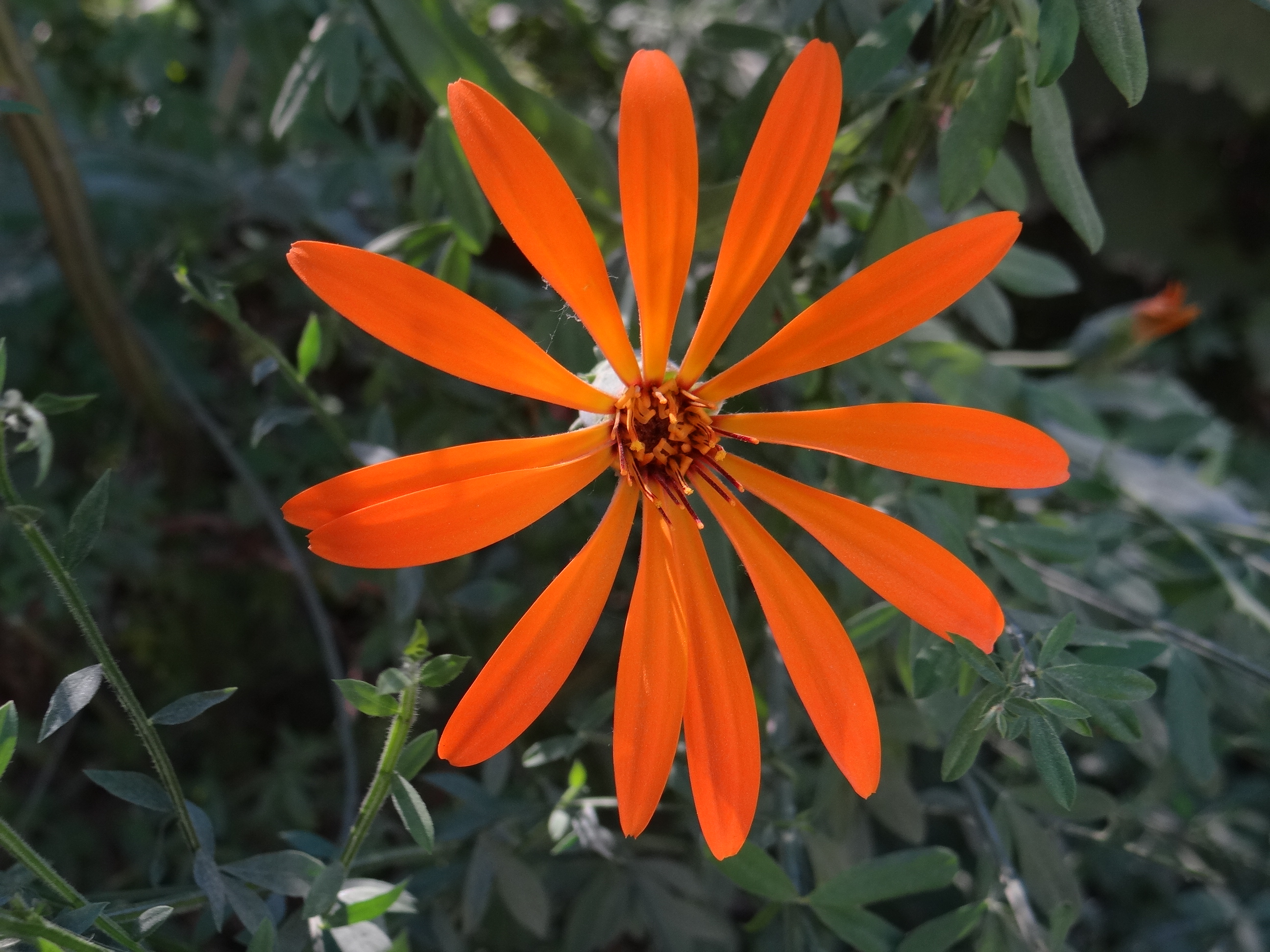
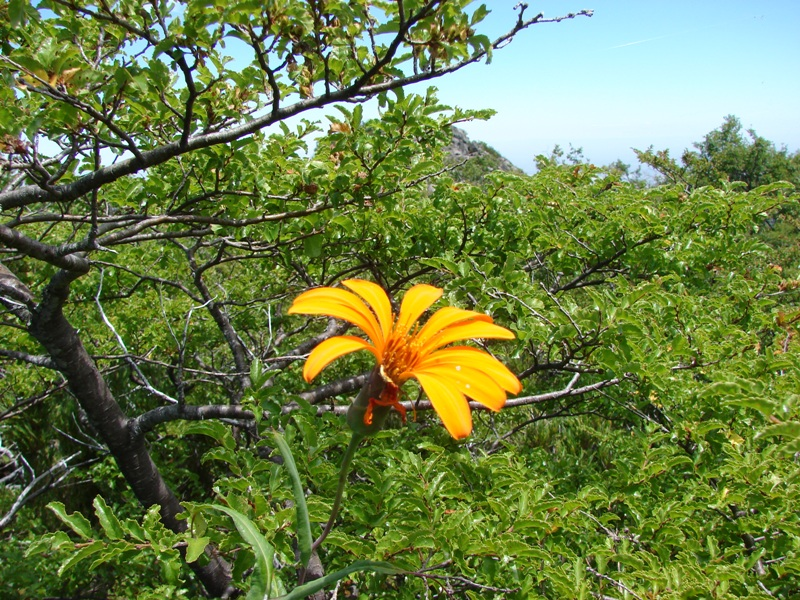
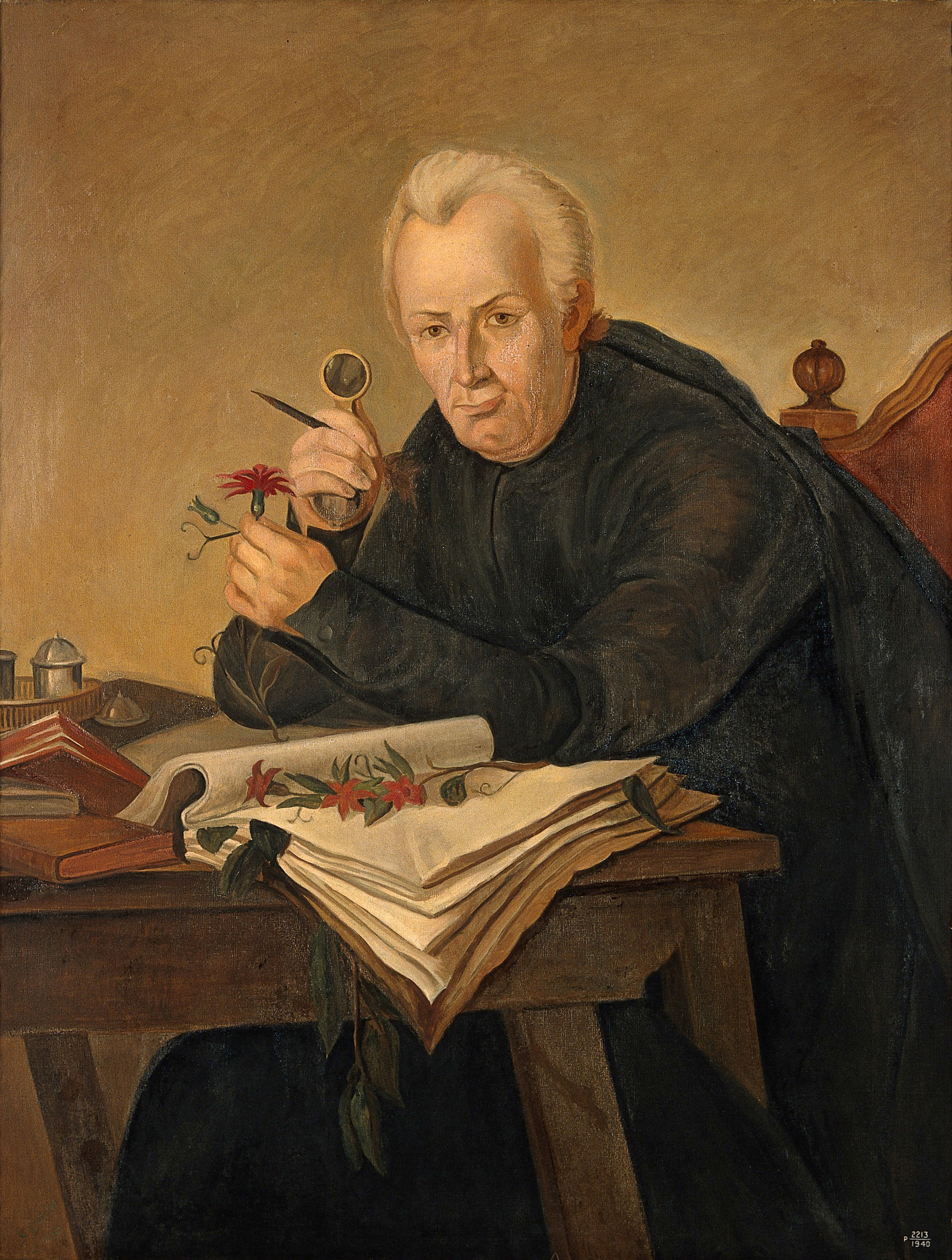

## Dottertaxa tillMutisia, i alfabetisk ordning[1]
- Mutisia acerosa
- Mutisia acuminata
- Mutisia alata
- Mutisia andersonii
- Mutisia anderssonii
- Mutisia araucana
- Mutisia brachyantha
- Mutisia burkartii
- Mutisia caldasiana
- Mutisia campanulata
- Mutisia cana
- Mutisia castellanosii
- Mutisia coccinea
- Mutisia cochabambensis
- Mutisia comptoniifolia
- Mutisia decurrens
- Mutisia digodon
- Mutisia friesiana
- Mutisia glabrata
- Mutisia grandiflora
- Mutisia hamata
- Mutisia homoeantha
- Mutisia hookeri
- Mutisia ilicifolia
- Mutisia intermedia
- Mutisia involucrata
- Mutisia kurtzii
- Mutisia lanata
- Mutisia lanigera
- Mutisia latifolia
- Mutisia ledifolia
- Mutisia lehmannii
- Mutisia linearifolia
- Mutisia linifolia
- Mutisia lutzii
- Mutisia macrophylla
- Mutisia magnifica
- Mutisia mandoniana
- Mutisia mathewsii
- Mutisia microcephala
- Mutisia microphylla
- Mutisia ochroleuca
- Mutisia oligodon
- Mutisia orbignyana
- Mutisia pulcherrima
- Mutisia retusa
- Mutisia rosea
- Mutisia saltensis
- Mutisia santanderana
- Mutisia sinuata
- Mutisia sodiroi
- Mutisia speciosa
- Mutisia spectabilis
- Mutisia spinosa
- Mutisia splendens
- Mutisia stuebelii
- Mutisia subspinosa
- Mutisia tridens
- Mutisia vicia
- Mutisia viridis